# Гальярди, Ти Джей
Терри Джозеф "Ти Джей" Гальярди (англ. Terry Joseph "T.J." Galiardi; род. 22 апреля 1988, Калгари, Альберта, Канада) — канадский и американский хоккеист, крайний нападающий.

## Игровая карьера
Гальярди был выбран во 2 раунде под общим 55-м номером клубом «Колорадо Эвеланш» на драфте в 2007 году.
На любительском уровне играл за «Калгари Ройалз» из Младшей Хоккейной Лиги Альберты, до тех пор пока не был задрафтован командой «Портленд Уинтерхокс» из Западной Хоккейной Лиги (ЗХЛ) в 2006 году.
Однако играть за «Портленд Уинтерхокс» не стал и сделал выбор в пользу команды Дартмутского колледжа, где отыграл сезон 2006/07. В сезоне 2007/08 вернулся в Калгари. Играл в составе «Калгари Хитмен» из ЗХЛ.

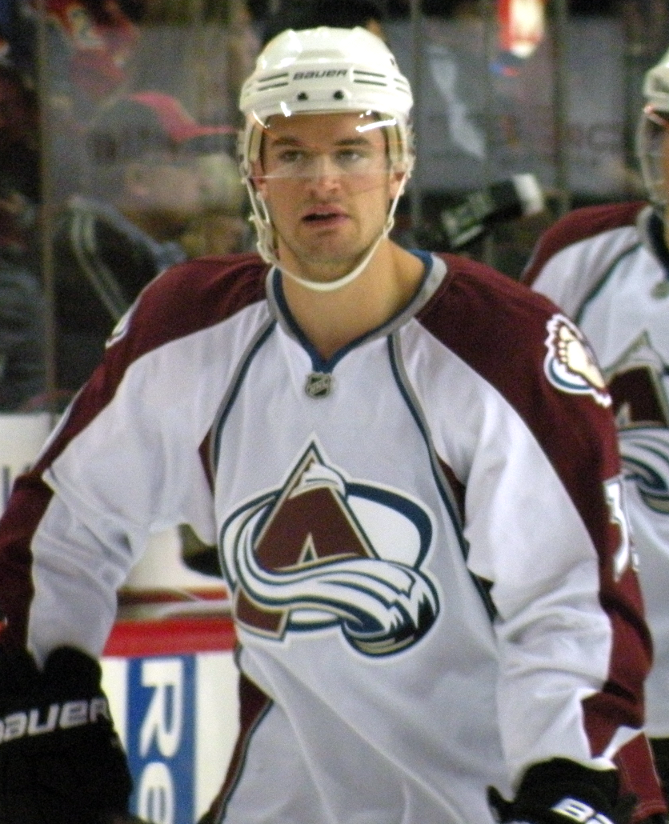
Гальярди в игре за «Колорадо Эвеланш».

13 мая 2008 года Ти Джей подписал контракт с клубом «Колорадо Эвеланш» сроком на три года. Профессиональный дебют Гальярди состоялся в сезоне 2008/09, когда Ти Джей начал играть за фарм-клуб «Лавин» — «Лейк Эри Монстерз». Свой первый матч в НХЛ провёл 19 марта 2009 года. Дебют Ти Джея оказался не слишком удачным «Эвеланш» уступили «Эдмонтон Ойлерз» со счётом 1-8. Первую шайбу в НХЛ забросил восемь дней спустя в ворота Роберто Люонго в матче против «Ванкувер Кэнакс», который «Колорадо Эвеланш» проиграла 1-4.
В сезоне 2009/10 игра Гальярди стала открытием, Ти Джей зарекомендовал себя в команде как универсальный нападающий. Из-за большого числа травмированных игроков Гальярди поставили в одно звено с Полом Штясны и Крисом Стюартом и 2 февраля 2010 года в матче против «Коламбус Блю Джекетс» Гальярди записал на свой счёт 4 результативные передачи, внеся весомый вклад, в разгром «Синих Жакетов» со счётом 5-1. По итогам регулярного сезона Ти Джей в 70 матчах забросил 15 шайб, набрал в общей сложности 39 очков и окончательно закрепился в основном составе. В плей-офф Кубка Стэнли 2010 «Колорадо Эвеланш» проиграла в первом раунде «Сан-Хосе Шаркс» в серии из 6 матчей. Гальярди в дебютом для себя розыгрыше плей-офф, сыграл во всех 6 матчах за свою команду и записал на свой счёт 2 очка за результативные передачи.
12 июля 2011 года, Ти Джей подписал новый контракт с «Эвеланш» сроком на один год. Концовку сезона Гальярди провёл в «Сан-Хосе Шаркс» после того как 27 февраля 2012 года был обменян вместе с Даниэлем Уинником и правом выбора в седьмом раунде драфта на Джейми Макгинна, Майка Конноли и Майкла Сгарбоссу. В 14 матчах за «Акул» Ти Джей забросил всего одну шайбу.
9 июля 2012 года Гальярди подписал однолетний контракт с «Сан-Хосе Шаркс». Во время локаута в НХЛ в сезоне 2012/13 играл за команду «Битигхейм Стелерс», выступающей во второй Немецкой Бундеслиге. За немецкий клуб сыграл всего 7 матчей в которых набрал 6 очков. Продолжить карьеру в Европе Ти Джею не дала усугубившаяся травма колена, которая заставила его вернуться в Северную Америку для реабилитации. После возобновления регулярного сезона Гальярди продолжил играть за «Сан-Хосе Шаркс». В 36 матчах за «Акул» набрал 14 очков. В плей-офф Кубка Стэнли 2013 играл в одном звене с Джо Торнтоном и Брентом Бёрнсом. 26 мая 2013 года забросил свою первую шайбу в плей-офф в матче против «Лос-Анджелес Кингз», который «Сан-Хосе Шаркс» выиграли со счётом 2-1.
2 июля 2013 года Гальярди был обменян в «Калгари Флэймз» на право выбора в 4 раунде драфта 2015 года. «Флэймз» подписали с Ти Джеем однолетний контракт на сумму 1,25 млн. долл.
В сезоне 2013/14 в составе «Калгари Флэймз» провёл на льду 62 игры в которых записал на свой счёт 21 очко.

## Международные турниры
Играл в составе сборной США на Чемпионате мира 2010 года, который проходил в Германии, где американцы заняли итоговое 13-е место.

## Статистика

### Регулярный сезон
| 2005–06   | Калгари Ройалз      | AJHL                    | 59  | 19 | 37 | 56  | 60  | —  | — | —  | —  | —  |
| 2006–07   | Дартмутский колледж | ECAC                    | 33  | 14 | 17 | 31  | 30  | —  | — | —  | —  | —  |
| 2007–08   | Калгари Хитмен      | ЗХЛ                     | 72  | 18 | 52 | 70  | 77  | 16 | 5 | 19 | 24 | 20 |
| 2008–09   | Лейк Эри Монстерз   | АХЛ                     | 66  | 10 | 17 | 27  | 32  | —  | — | —  | —  | —  |
| 2008–09   | Колорадо Эвеланш    | НХЛ                     | 11  | 3  | 1  | 4   | 6   | —  | — | —  | —  | —  |
| 2009–10   | Колорадо Эвеланш    | НХЛ                     | 70  | 15 | 24 | 39  | 28  | 6  | 0 | 2  | 2  | 6  |
| 2010–11   | Колорадо Эвеланш    | НХЛ                     | 35  | 7  | 8  | 15  | 12  | —  | — | —  | —  | —  |
| 2010–11   | Лейк Эри Монстерз   | АХЛ                     | 1   | 0  | 1  | 1   | 0   | —  | — | —  | —  | —  |
| 2011–12   | Колорадо Эвеланш    | НХЛ                     | 55  | 8  | 6  | 14  | 47  | —  | — | —  | —  | —  |
| 2011–12   | Сан-Хосе Шаркс      | НХЛ                     | 14  | 1  | 0  | 1   | 6   | 3  | 0 | 0  | 0  | 6  |
| 2012–13   | Битигхейм Стелерс   | 2-я Немецкая Бундеслига | 7   | 3  | 3  | 6   | 8   | —  | — | —  | —  | —  |
| 2012–13   | Сан-Хосе Шаркс      | НХЛ                     | 36  | 5  | 9  | 14  | 14  | 11 | 1 | 1  | 2  | 6  |
| 2013–14   | Калгари Флэймз      | НХЛ                     | 62  | 4  | 13 | 17  | 21  | —  | — | —  | —  | —  |
| НХЛ всего | НХЛ всего           | НХЛ всего               | 283 | 43 | 61 | 104 | 134 | 20 | 1 | 3  | 4  | 18 |

### Международные турниры
| Год      | Команда  | Турнир   | И | Г | П | О | Ш |
| -------- | -------- | -------- | - | - | - | - | - |
| 2010     | США      | ЧМ       | 6 | 0 | 3 | 3 | 8 |
| ЧМ всего | ЧМ всего | ЧМ всего | 6 | 0 | 3 | 3 | 8 |

## Семья
Ти Джей родился в семье Терри и Лори Гальярди. У Ти Джея есть два брата Райлан и Даниэль. Старший брат Райлан профессиональный хоккеист играет в АХЛ.